# De Ægæiske Øer
De ægæiske øer (græsk: Νησιά Αιγαίου, Nisiá Aigaíou; tyrkisk: Ege Adaları) er øgrupperne i det Ægæiske hav mellem det græske fastland i vest og Tyrkiet i øst. Kreta udgør den sydlige grænse. I antikken havde øerne navnet Arkhipelago, som betyder øgruppe, og efterhånden er ordet arkipelag blevet synonym for øgruppe.
De græske ægæiske øer inddeles i flere grupper (fra nord til syd):
- Nordøst-ægæiske Øer
- Sporaderne
- Evia
- Argo-saroniske øer
- Kykladerne
- Dodekanesiske øer
- Kreta

Næsten alle de ægæiske øer hører til Grækenland og er delt mellem ni administrative periferier. Tyrkiet har øerne Imbros (Gökçeada), Tenedos (Bozcaada) og otte småøer ud for vestkysten.
Områderne omkring nogle af øerne og luftrummet over dem er genstand for en standende strid mellem Grækenland og Tyrkiet om tilhørsforholdet.
«De italienske ægæiske øer» (italiensk: Isole Italiane dell-’Egeo) blev en tid brugt som navn for de ægæiske øer, som Italien erobrede under den italiensk-tyrkiske krig i 1912, og som blev annekteret af Italien i 1923. Disse øer, hovedsagelig de Dodekanesiske øer, var italienske frem til 1947.